# インガ・ババコワ
インガ・ババコワ（Inga Babakova、ウクライナ語: Інга Бабакова、1967年6月26日 - ）は、ウクライナの陸上競技選手。1996年アトランタオリンピックの銅メダリストである。

## 経歴
ババコワは、リトアニア人の両親のもと、ソビエト連邦のトルクメン共和国アシガバードにおいて誕生。旧姓はブトクス (Butkus) 。走高跳の選手として活躍した。彼女の1988年当時のベスト記録は1m92であったが、結婚し最初の出産を終えた後、1991年には2m02まで記録は向上した。1991年の東京の世界選手権では、1m96でドイツのハイケ・ヘンケル、同じソ連のエレーナ・エレシナに次いで3位となる。
ババコワは、ソ連解体後、ウクライナ代表として競技に参加。ウクライナ代表として最初のメダルは1993年の世界室内選手権の銅メダルであった。同年夏の世界選手権は欠場、翌1994年のヨーロッパ選手権では1m93で4位となったが、1995年は、イェーテボリの世界選手権では、1m99で、ブルガリアのステフカ・コスタディノヴァ、ドイツのアリーナ・アスタフェイに次いで3位となる。この1週間後、ババコワは、生涯自己最高の2m05を記録している。
ババコワは、1996年アトランタオリンピックに出場。決勝では、コスタディノヴァとともに2m01の高さまですべて1回目に成功。続く2m03をコスタディノヴァは1回目に成功したが、ババコワは3回続けて失敗。この後、ギリシャのニキ・バコイヤーニが2m03を成功させたことから、この大会の銅メダルが確定した。
ババコワは、1997年のアテネで開催された世界選手権では、1m96で、優勝したノルウェーのハンネ・ハウグランに次ぎ、ロシアのオルガ・カルトゥリナと並んで銀メダルを獲得。翌年は2人目の子を出産。出産後、1999年のセビリアの世界選手権では、1m99で、ロシアのエレシナとスヴェトラーナ・ラピナと同記録ながらも、ババコワが勝利。世界選手権で初めての優勝を果たした。
ババコワは、2000年シドニーオリンピックに出場するも、1m99の高さを3回失敗し、1m96で5位に終わってしまう。しかし、翌年のエドモントンの世界選手権では、2m00で、南アフリカのヘストリー・クルーテと同記録であったが、2位となり銀メダルを獲得。世界選手権で5回目の表彰台となった。
その後も、ババコワは、大会に出場し続けるが、2003年のパリの世界選手権では8位。2004年アテネオリンピックでは9位に終わっている。

## 自己ベスト
- 走高跳 - 2m05 (1995年9月15日、世界歴代9位)

## 主な実績
| 年   | 大会                               | 場所                       | 種目   | 結果     | 記録 |
| ---- | ---------------------------------- | -------------------------- | ------ | -------- | ---- |
| 1991 | 世界陸上選手権                     | 東京(日本)                 | 走高跳 | 3位      | 1m96 |
| 1993 | 世界室内陸上選手権                 | トロント(カナダ)           | 走高跳 | 3位      | 2m00 |
| 1994 | ヨーロッパ陸上選手権               | ヘルシンキ(フィンランド)   | 走高跳 | 4位      | 1m93 |
| 1995 | 世界陸上選手権                     | イェーテボリ(スウェーデン) | 走高跳 | 3位      | 1m99 |
| 1995 | IAAFグランプリファイナル           | モンテカルロ(モナコ)       | 走高跳 | 1位      | 2m03 |
| 1996 | オリンピック                       | アトランタ(アメリカ合衆国) | 走高跳 | 3位      | 2m01 |
| 1997 | 世界室内陸上選手権                 | パリ(フランス)             | 走高跳 | 2位      | 2m00 |
| 1997 | 世界陸上選手権                     | アテネ(ギリシャ)           | 走高跳 | 2位      | 1m96 |
| 1997 | IAAFグランプリファイナル           | 福岡(日本)                 | 走高跳 | 1位      | 2m02 |
| 1999 | 世界陸上選手権                     | セビリア(スペイン)         | 走高跳 | 1位      | 1m99 |
| 1999 | IAAFグランプリファイナル           | ミュンヘン(ドイツ)         | 走高跳 | 2位      | 1m96 |
| 2000 | オリンピック                       | シドニー(オーストラリア)   | 走高跳 | 5位      | 1m96 |
| 2001 | 世界室内陸上選手権                 | リスボン(ポルトガル)       | 走高跳 | 2位      | 2m00 |
| 2001 | 世界陸上選手権                     | エドモントン(カナダ)       | 走高跳 | 2位      | 2m00 |
| 2001 | IAAFグランプリファイナル           | メルボルン(オーストラリア) | 走高跳 | 2位      | 1m96 |
| 2003 | 世界室内陸上選手権                 | バーミンガム(イギリス)     | 走高跳 | 8位      | 1m92 |
| 2003 | 世界陸上選手権                     | パリ(フランス)             | 走高跳 | 7位（h） | 1m88 |
| 2003 | IAAFワールドアスレチックファイナル | モンテカルロ(モナコ)       | 走高跳 | 5位      | 1m96 |
| 2004 | オリンピック                       | アテネ(ギリシャ)           | 走高跳 | 9位      | 1m93 |
| 2004 | IAAFワールドアスレチックファイナル | モンテカルロ(モナコ)       | 走高跳 | 4位      | 1m95 |

- hは予選